# Malmgreniella arenicolae
Malmgreniella arenicolae är en ringmaskart som först beskrevs av de Saint Joseph 1888.  Malmgreniella arenicolae ingår i släktet Malmgreniella och familjen Polynoidae. Arten är reproducerande i Sverige. Inga underarter finns listade i Catalogue of Life.